# Дал Риада

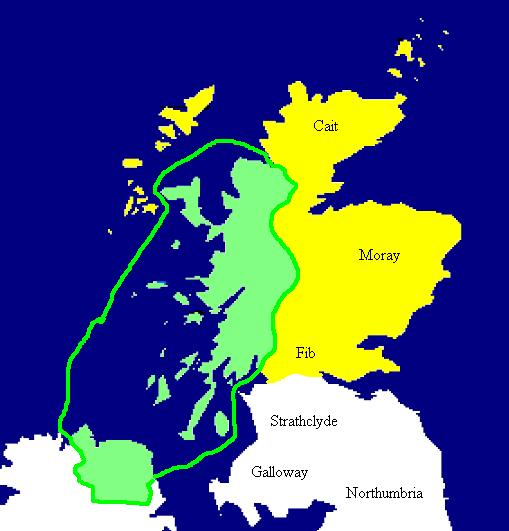
Территория Дал Риады в период расцвета, около 590 г.

Дал Риада (гэльск. Dál Riata) — раннесредневековое гэльское королевство, охватывавшее западное побережье Шотландии (современная территория области Аргайл и Бьют и южная часть Хайленда, включая острова Внешних Гебрид) и север Ирландии (современная территория графства Антрим). Главным поселением, судя по всему, был Дунадд.

## История
Дал Риада и племя (туат) скоттов впервые упоминаются под 314 годом. В конце V века часть ирландцев из перенаселённой территории ирландской Дал Риады перебралась на север Британии, где они основали королевство, ставшее известным как шотландская Дал Риада. В 843 году, объединившись с королевством пиктов, образовало Шотландское королевство.
На территории Дал Риады проповедовал святой Колумба.
В 2017 году в Шотландии был снят полнометражный фэнтезийный фильм «Гэльский король» (съёмки проходили под рабочим названием Dalriata’s King — «Король Далриаты»), по мотивам истории первого короля Шотландии.